# Liste der Kulturdenkmäler in Münchweiler am Klingbach
In der Liste der Kulturdenkmäler in Münchweiler am Klingbach sind alle Kulturdenkmäler der rheinland-pfälzischen Ortsgemeinde Münchweiler am Klingbach aufgeführt. Grundlage ist die Denkmalliste des Landes Rheinland-Pfalz (Stand: 14. August 2023).

## Einzeldenkmäler
| Bezeichnung | Lage                                 | Baujahr                     | Beschreibung                                                                       | Bild            |
| ----------- | ------------------------------------ | --------------------------- | ---------------------------------------------------------------------------------- | --------------- |
| Wohnhaus    | Linnenstraße 5 Lage                  | Anfang des 19. Jahrhunderts | eingeschossiges Fachwerkhaus über Hochkeller, wohl vom Anfang des 19. Jahrhunderts | Fotos hochladen |
| Wegekreuz   | westlich des Ortes an der L 493 Lage |                             | Wegekreuz; Fünfwundentypus, bezeichnet 1879                                        | Fotos hochladen |